# Згасання амплітуди
У теорії динамічних систем згасання амплітуди — це повне припинення коливань. Система може перебувати в стані або періодичного руху, або безладного руху, перш ніж вона перейде до занепаду амплітуди. Динамічна система може згасати за амплітудою, через зміну внутрішніх параметрів системи або її взаємодії з іншими системами чи власним середовищем. Амплітудне згасання може виникнути також, через затримку зв'язку між системами.